# Noch (modelspoor)

Noch GmbH & Co. KG, uit Wangen im Allgäu (door het bedrijf geschreven als NOCH) is een fabrikant en importeur van accessoires voor modeltreinen, met name voor het bouwen van landschappen. Het maakt producten voor alle gangbare maten van modeltreinen.

## Geschiedenis
Het bedrijf werd in 1911 opgericht door Oswald Noch in Glauchau in Saksen, Duitsland. Vanwege de politieke represailles en de toenmalige nationalisatie van de Oost-Duitse regering zag de zoon van de oprichter van het bedrijf, Erich Noch, geen kans om zijn werkplaats uit te breiden. In 1957 riskeerde hij de verhuizing naar het Westen. Hij liet al zijn bezittingen achter en begon eerst in München en vervolgens in 1961 in Allgäu om een nieuw bedrijf op te richten.
Ondersteund door zijn familie groeide het bedrijf erg snel in de jaren zestig en zeventig. Al snel nam zijn zoon Peter Noch het productiebeheer over en leidden vader en zoon samen het bedrijf naar succes. In 1978 werd het besloten bedrijf omgezet in een GmbH & Co. KG (vennootschap met beperkte aansprakelijkheid). Na de dood van de senior manager, Erich Noch, in oktober 1989, leidde Peter Noch het bedrijf als enige bedrijfsleider. Dr. Rainer Noch, de zoon van Peter Noch en dus de vierde generatie van de familie Noch, werkt sinds 1994 in het bedrijf. Vader en zoon leidden het bedrijf samen tot de dood van Peter.

## Productaanbod

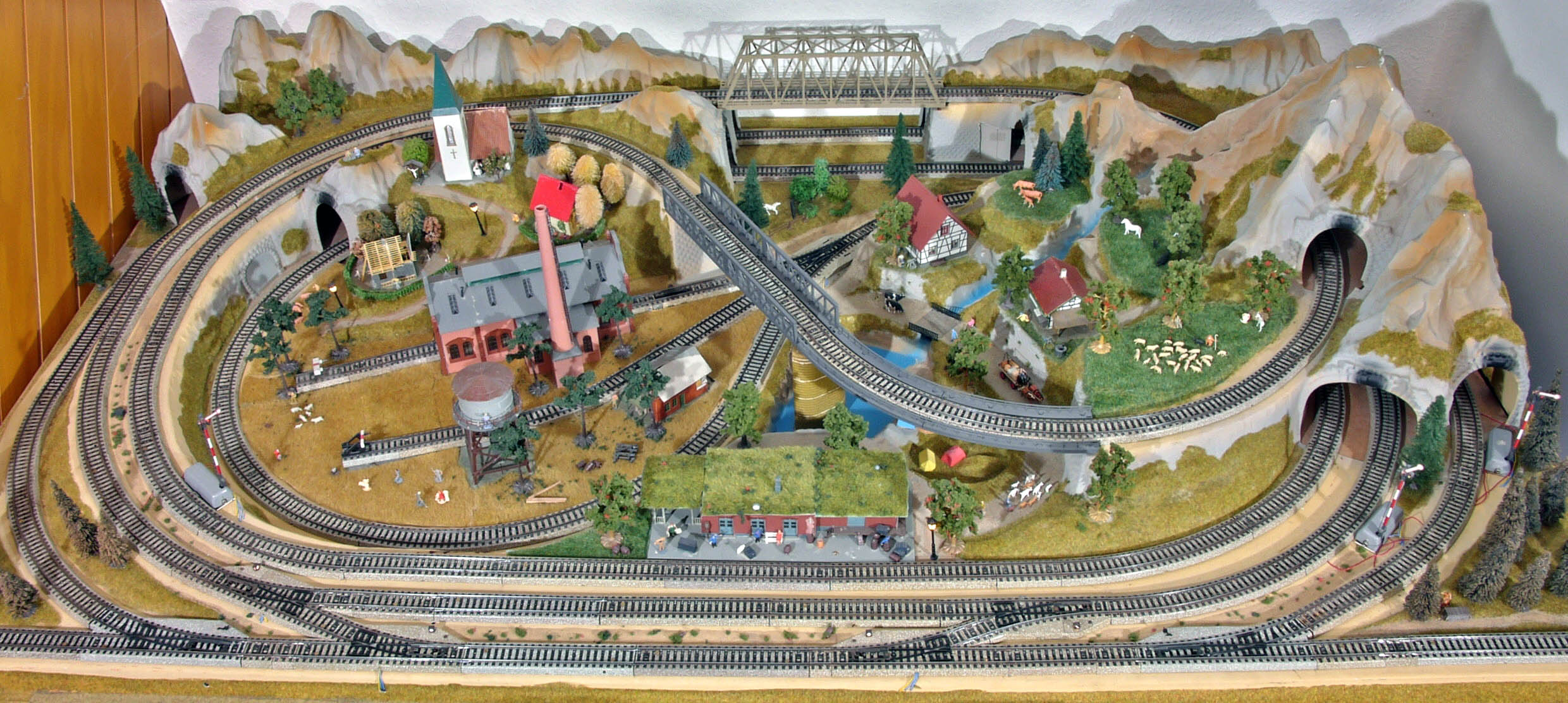
Noch-landschap, hier met Märklin-spoor

Noch is de Duitse distributeur voor producten van Athearn en Kato. Noch staat bekend om een breed scala aan materialen voor het bouwen van landschappen, kant en klaar terrein van synthetische materialen. Veel Noch-producten zijn ontworpen voor gebruik met Märklin-, Fleischmann- (modelspoorwegen), Kato- en Trix-treinen. Noch biedt meer dan 1000 producten voor de modelspoorhobby, waaronder een uitgebreide selectie hoogwaardige landschapsmaterialen en -accessoires.
ZITERDES is een Noch-lijn die toegewijde gamers de tools en terreinonderdelen biedt om hun Wargaming miniatuuromgevingen te creëren: hybride landschap; stedelijke ruïnes met door oorlog verscheurde gebouwen; speeltafelformaten voor buitenaardse oorlogsspellen; spelbossen en catacomben voor Dungeons and Dragons-miniaturen; of een piraten thema. ZITERDES modulaire speeltafels (MGT's) kunnen gedetailleerd worden met schilderachtige elementen en worden gecombineerd met extra MGT's om het slagveld te ontwikkelen voor Warhammer 40.000 buitenaards gamen of wargame miniaturen slagveld, bijvoorbeeld voor Urban Mammoth.